# Mythologie gréco-romaine

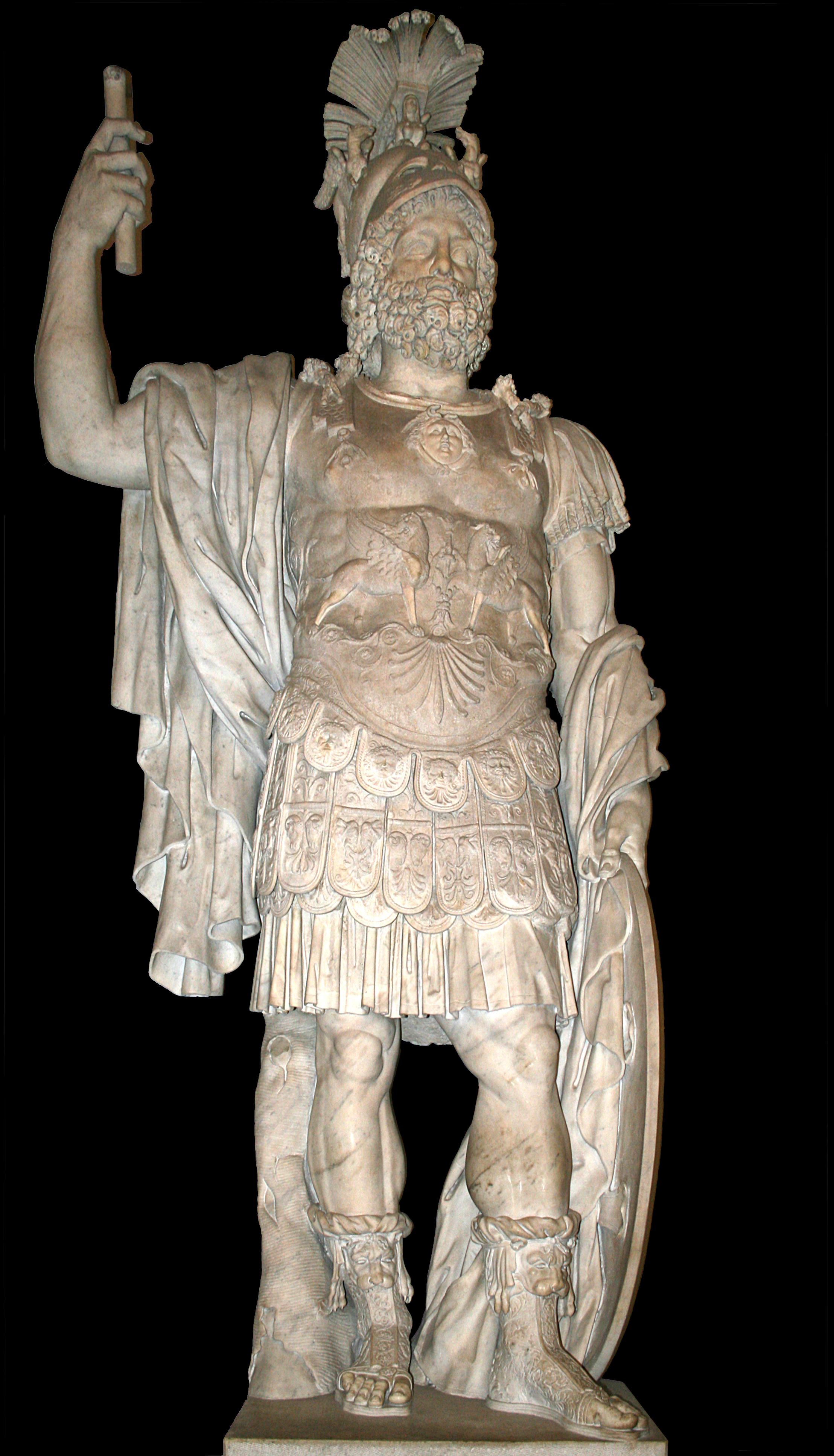
Mars est un dieu romain qui est assimilé au dieu grec Arès.

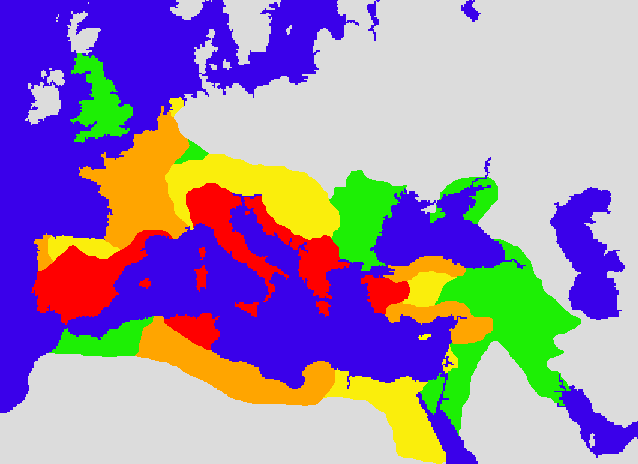
Carte de l'empire romain à différents moments de son expansion :
-133
-44
14
117

La mythologie gréco-romaine, ou mythologie classique, est la synthèse de ce qu’ont en commun la mythologie grecque et la mythologie romaine.
Avec la philosophie et la théorie politique, la mythologie est un des plus grands apports de l'Antiquité classique à la société occidentale. Durant le Moyen Âge et la Renaissance, périodes durant lesquelles le latin était la langue dominante du discours savant en Europe, les noms liés à la mythologie et donc les déités ont été majoritairement écrits sous leur forme latine. Avec le renouveau d'intérêt porté à la civilisation grecque au XIXe siècle, les dénominations grecques ont obtenu un regain d'utilisation et sont devenues prédominantes.

## Historique

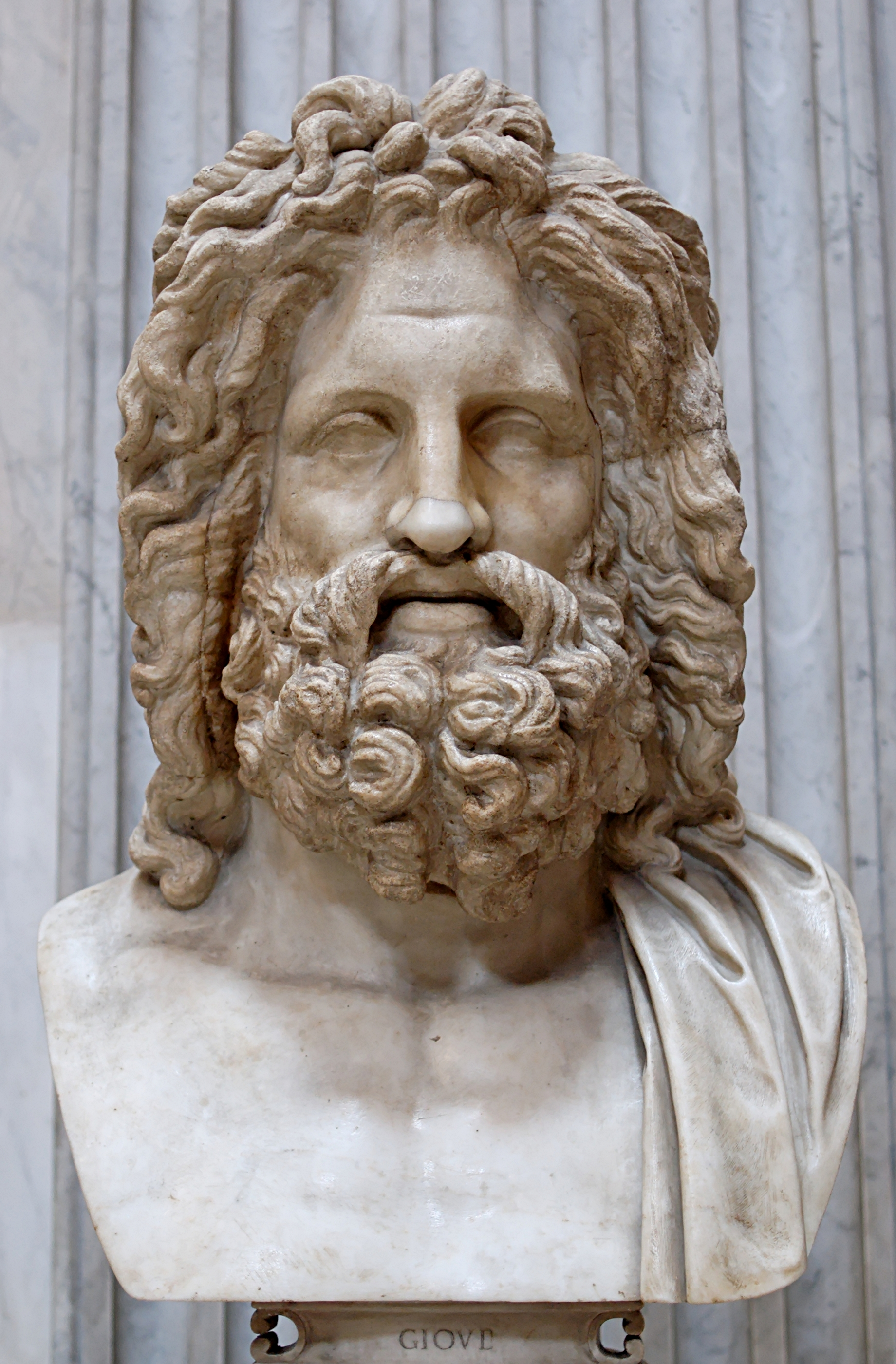
Zeus d'Otricoli, copie romaine en marbre d'après un original grec du IVe siècle av. J.-C.

La mythologie grecque est avant le VIIIe siècle av. J.-C. principalement transmise de manière orale. À partir de cette date, correspondant à l'époque d'Homère et d'Hésiode et à la fin des siècles obscurs grecs, la mythologie grecque entre dans son ère littéraire. On parle alors de mythographie, consignée à l'écrit par les mythographes.
Les mythes grecques sont étroitement liés à la religion hellénique, se concentrant la plupart du temps sur les récits des actions des dieux et des héros grecs.
Ces récits mythologiques sont principalement hérités de sources antiques telles que l’Iliade et l’Odyssée, les tragédies écrites par Eschyle, Sophocle et Euripide. Aussi, les récits mythologiques servent souvent d'autres objectifs que la description historique et mythologique, ils ont ainsi pour but le divertissement et même la comédie, par exemple dans Les Grenouilles ou encore la critique sociétale comme dans Antigone.
La mythologie romaine consiste en de multiples histoires traditionnelles relatives à Rome durant la période de la monarchie et à la fondation de Rome. La mythologie Romaine est codifiée par les nombreuses institutions religieuses de la Rome antique ainsi que par le code de conduite Romain, les mos majorum. Elle se focalise principalement sur les acteurs humains et plus rarement sur les interventions divines. Cependant, le destin a une place majeure dans cette mythologie. Les mythes romains ont une étroite relation avec l'historiographie romaine, comme dans les premiers livres de Tite-Live Ab Urbe condita libri. Le mythe romain le plus célèbre est peut-être la naissance de Romulus et Remus et la fondation de la ville de Rome, dans laquelle le fratricide peut être considéré comme l'expression de la longue histoire de division politique dans la République romaine.
Durant l'expansion de la république romaine, un syncrétisme se déroule entre ces deux mythologies : la mythologie romaine principalement tire de nombreuses influences de la mythologie grecque. Cette hellénisation des mythes romains est également facilitée par la proximité des déités entre ces deux civilisations, due en grande partie à leur origine indo-européenne commune. Les romains absorbent également une part importante des histoires grecques (voir interpretatio graeca) et les complètent des leurs, comme dans l’Énéide écrite par Virgile au Ier siècle av. J.-C., qui est un roman faisant suite à l’Iliade. Les deux mythologies continuent cependant de différer, par exemple au sujet de l'interprétation du dieu de la guerre. Arès, assimilé par les romains à Mars, est un dieu froid, de la violence, son nom étant interprété par les grecques antiques comme signifiant terreur tandis que Mars est un dieu décrit comme digne. Les romains conserveront également les aspects plus ritualistes de leur religion, avec un intérêt moindre pour la nature cosmogonique, héroïque et philosophique de la mythologie grecque, marquant ainsi malgré ce syncrétisme de nombreuses différences. 

### Influences provenant d'autres mythologies
La mythologie gréco-romaine a subi de nombreux syncrétismes avec d'autres mythologies, principalement celles dont les peuples furent occupés par les grecs pendant l'époque hellénistique ou par les romains pendant la république romaine tardive, puis pendant l'Empire romain. Cette incorporation des dieux locaux des peuples conquis permettait en partie d'éviter les oppositions religieuses.
Par exemple, en Égypte antique, de nombreuses divinités ont été associés à des dieux grecs pendant la période ptolémaïque. Amon-Râ a entre autres été associé à Zeus, puis à partir de la période romaine en Égypte en 30 av. J.-C., il a été associé à Jupiter, sous le nom de Zeus Ammon.

## Divinités communes
(octobre 2014).
| Grec          | Romain             | Fonction(s) | Parenté                                                                                         |
| ------------- | ------------------ | --- | ----------------------------------------------------------------------------------------------- |
| Aphrodite     | Vénus              | Déesse de la germination, de l’amour, des plaisirs, de la beauté, et de la séduction | Fille de Zeus et de Dioné (dans l’Iliade), Ouranos (dans la Théogonie)                          |
| Apollon       | Apollon            | Dieu du chant, de la musique, de la poésie, de la lumière du soleil, de la guérison et de l’avenir | Frère jumeau d'Artémis                                                                          |
| Arès          | Mars               | Dieu de la guerre | Frère d’Athéna et d’Héphaïstos                                                                  |
| Artémis       | Diane              | Déesse de la chasse et de la lune | Sœur jumelle d’Apollon                                                                          |
| Asclépios     | Esculape           | Dieu de la médecine | Fils d’Apollon                                                                                  |
| Athéna        | Minerve            | Déesse de la stratégie guerrière, de la sagesse, des artisans, des artistes et des maîtres d’école | Sœur d’Arès et d’Héphaïstos                                                                     |
| Borée         | Aquilon            | Personnification du Vent du nord. |                                                                                                 |
| Charites      | Grâces             | Déesses de la beauté | Filles de Zeus                                                                                  |
| Chloris       | Flore              | Déesse des fleurs |                                                                                                 |
| Cronos        | Saturne            | Roi des Titans | Père de Zeus, Poséidon, Hadès, Héra, Déméter et Hestia                                          |
| Déméter       | Cérès              | Déesse de la nature, l’agriculture et de la fertilité | Sœur de Zeus, de Poséidon, d’Hadès, d’Héra, et d’Hestia ; mère de Perséphone                    |
| Dionysos      | Bacchus            | Dieu de la vigne, des fêtes, de la musique et du théâtre |                                                                                                 |
| Ényo          | Bellone            | Déesse de la guerre |                                                                                                 |
| Éole          | Æolus (en)         | Dieu et maître des vents et des tempêtes. |                                                                                                 |
| Éos           | Aurore             | Déesse de l’aurore |                                                                                                 |
| Érinyes       | Furies             | Déesses de la vengeance |                                                                                                 |
| Érèbe, Erebos | Erebus             | Dieu et personnification des Ténèbres. |                                                                                                 |
| Éris          | Discorde           | Déesse de la discorde |                                                                                                 |
| Éros          | Cupidon            | Dieu de l’amour |                                                                                                 |
| Euros         | Vulturnus          | Dieu du Vent d’est |                                                                                                 |
| Gaïa          | Tellus, Terra      | Déesse mère et de la Terre |                                                                                                 |
| Hadès         | Pluton             | Dieu des Enfers | Frère de Zeus, Poséidon, Héra, Déméter et Hestia                                                |
| Harmonie      | Concorde           | Déesse de l’harmonie et de la discorde | Fille de Zeus et Électre ou bien d’Arès et d’Aphrodite                                          |
| Hébé          | Juventas           | Déesse de la jeunesse, de la vitalité |                                                                                                 |
| Hécate        | Trivia             | Déesse de la magie |                                                                                                 |
| Hélios        | Sol                | Dieu du Soleil. |                                                                                                 |
| Héra          | Junon              | Reine des dieux, déesse du mariage et de la naissance | Sœur et femme de Zeus ; sœur de Poséidon, Hadès, Déméter et Hestia                              |
| Héraclès      | Hercule            | Demi-dieu personnifiant la force |                                                                                                 |
| Héphaïstos    | Vulcain            | Dieu des forgerons et du feu | Fils d’Héra et de Zeus                                                                          |
| Hermès        | Mercure            | Dieu du commerce, messager des dieux et des voleurs |                                                                                                 |
| Hestia        | Vesta              | Déesse du foyer | Sœur de Zeus, de Poséidon, d’Hadès, de Déméter, et d’Héra                                       |
| Hygie         | Salus              | Déesse de la santé |                                                                                                 |
| Hypnos        | Somnus             | Dieu du sommeil |                                                                                                 |
| Ilithye       | Lucine             | Déesse de la maternité | Fille de Zeus et Héra                                                                           |
| Mnémosyne     | Moneta             | Déesse de la mémoire | Fille d'Ouranos et de Gaïa ; mère des neuf Muses ; conjointe de Zeus                            |
| Moires        | Parques            | Déesses personnifiant le Destin |                                                                                                 |
| Muses         | Camènes            | Au nombre de neuf, elles se nomment Clio, Muse de l’histoire ; Calliope, la poésie héroïque et l’éloquence ; Euterpe, la musique ; Thalie, la comédie ; Melpomène, la tragédie ; Terpsichore, la danse ; Érato, la poésie lyrique ; Uranie celle de l’astronomie ; Polymnie, la rhétorique | Filles de Zeus                                                                                  |
| Némésis       | Invidia            | Déesse de la juste colère (des dieux) et du châtiment céleste |                                                                                                 |
| Notos         | Auster             | Dieu du Vent du sud |                                                                                                 |
| Nyx           | Nox                | Déesse et personnification de la Nuit |                                                                                                 |
| Ouranos       | Uranus             | Dieu père et du Ciel |                                                                                                 |
| Pan           | Faunus             | Dieu de la nature |                                                                                                 |
| Perséphone    | Proserpine         | Déesse du printemps | Fille de Déméter et de Zeus ; épouse d’Hadès.                                                   |
| Phobos        | Timor              | Dieu de la peur panique | frère de Déimos et fils d’Arès et d’Aphrodite                                                   |
| Poséidon      | Neptune            | Dieu des mers et des océans | Frère de Zeus, d’Hadès, de Déméter, d’Héra, d’Hestia ; père des Cyclopes                        |
| Rhéa          | Cybèle, Ops        | Titanide | Épouse de Cronos ; mère de Hestia, Déméter, Héra, Hadès, Poséidon et Zeus                       |
| Séléné        | Luna               | Déesse de la Lune | Fille des Titans Hypérion et Théia ; sœur de Hélios (Sol) et Éos (Aurore)                       |
| Thanatos      | Orcus, Mors, Letus | Dieu de la Mort | Frère jumeau d’Hypnos                                                                           |
| Thémis        | Justice            | Déesse de la Justice |                                                                                                 |
| Zéphyr        | Favonius           | Personnification du Vent d’ouest |                                                                                                 |
| Zeus          | Jupiter            | Roi des dieux, dieu de la foudre et du ciel | Marié à Héra ; frère de Poséidon, d’Hadès, de Déméter, d’Héra, d’Hestia, père de tous les dieux |